# 安斎摩紀
安斎 摩紀（あんざい まき、1978年10月1日-）は、ミヤギテレビのアナウンサー。

## 来歴・人物
基礎情報も参照。ミヤギテレビの人気番組『OH!バンデス』の司会を務めていたが、結婚から数年が経過した2009年11月19日の放送で妊娠7か月であることを公表し、同年最後の担当となった12月25日の放送を以って降板、出産・育児休暇に入った。
2010年3月8日午前9時44分、3170gの男児を出産。
その後、産休入りから1年4ヶ月の時を経て、2011年4月11日の『ミヤギテレビストレイトニュース』から仕事復帰した。
9月には夕方ニュース「ミヤギnews every.」の天気予報に代打担当、また10月7日には2009年12月まで木・金MCを務めていた「OH!バンデス」の「それいけ！アンパンマンこどもミュージアム」コーナーの中継に出演、安斎自身では約1年10ヵ月ぶりの出演となった。

## 現在の担当番組
- ミヤギテレビストレイトニュース（2011年4月11日 - ）
- ミヤギnews every.木・金担当（2021年1月-）
- ボス魂（2012年10月 - ）
- NNNミヤギテレビニュース

## 過去の担当番組
- OH!バンデス MC（木・金）
- 花まる電家